# Autopista Rutas del Desierto
Autopista Rutas del Desierto es la denominación del proyecto de la autopista chilena de peaje, que recorrerá la Región de Tarapacá, abarcando las comunas de Iquique, Alto Hospicio y Pozo Almonte en el norte Grande de Chile. Dos rutas serán intervenidas: la longitudinal ruta 1 entre Iquique y el Aeropuerto Diego Aracena, y la ruta 16 entre el cruce con la ruta 5 Panamericana en el sector de las ex oficinas salitreras de Humberstone y Santa Laura y la ciudad de Iquique.
La construcción de la autopista se inició en septiembre de 2011 bajo la concesión Sociedad Concesionaria Rutas del Desierto S.A. adjudicado según el decreto MOP N° 225 con fecha 6 de junio de 2011. En 2014 será habilitada provisoriamente las nuevas calzadas.

## Descripción del proyecto
El proyecto de iniciativa privada consiste en el mejoramiento de las vías de acceso a la ciudad de Iquique y ampliación a segunda calzada, con el fin de reducir tiempos de viaje, costos de operación y accidentes.

### Sectores del proyecto
| Ruta    | Sector | Origen                                          | Término | Inicio aproximado (km) | Fin aproximado (km) | Longitud total (km) | Velocidad (km/h) |
| Ruta 1  | 1      | Aeropuerto Diego Aracena                        | Iquique | 374,7                  | 406,1               | 31,4                |                  |
| Ruta 16 | 2      | Enlace ruta 5 Panamericana (sector Humberstone) | Iquique | 0,0                    | 47,0                | 47,0                |                  |

## Recorrido
La autopista actualmente está en etapa de construcción, por lo cual la información que se entrega a continuación puede tener cambios.

### Ruta 16
Este segmento de autopista tiene una extensión de 47,0 km y constituye el tramo más extenso de la concesión vial. Para este sector de la ruta se propone la construcción de dos sectores de variante, una en el sector de Humberstone en los primeros cinco kilómetros de la autopista y otra denominada Variante FFCC–Tubería A.P., que como su nombre lo indica, es para evitar la afectación de la línea férrea y tubería de agua potable que corre muy cercana a la autopista.
| Ruta 16, tramo enlace Humberstone-Iquique                        |                                       |                           |                                                                   |
| Salidas e infraestructura sentido este-oeste                     | Distancia del enlace Humberstone (km) | Distancia de Iquique (km) | Salidas e infraestructura sentido oeste-este                      |
| Arica, Antofagasta, Huara, Pozo Almonte RN 5 Inicio de autopista | 0                                     | 47                        | Arica, Antofagasta, Huara, Pozo Almonte RN 5 Término de autopista |
| Ex salitreras de Humberstone y Sta. Laura                        | 0,7                                   |                           |                                                                   |
| Camino interior Ex Campamento Don Guillermo                      | 5                                     |                           |                                                                   |
|                                                                  |                                       | 37                        | Estanque A.P. Altiplano                                           |
|                                                                  |                                       | 36                        | Santuario de Santa Teresita de los Andes                          |
| Plaza de pesaje                                                  | 12                                    | 35                        | Plaza de pesaje                                                   |
| Plaza de peaje troncal Pampa Perdiz                              | 12                                    | 35                        | Plaza de peaje troncal Pampa Perdiz                               |
| Camino interior                                                  | 20                                    |                           |                                                                   |
|                                                                  |                                       | 27                        | Camino interior                                                   |
| Alto Hospicio por cuesta El Toro A-616                           | 24                                    |                           |                                                                   |
| Área de servicios generales                                      | 25                                    |                           |                                                                   |
|                                                                  |                                       | 17                        | Camino interior Angélica Palape                                   |
| Alto Hospicio A-610                                              | 34                                    | 13                        | Alto Hospicio                                                     |
|                                                                  |                                       | 12                        | Gasolinera COPEC                                                  |
| Parque Industrial Zofri                                          | 35                                    | 12                        | Alto Hospicio Industrial                                          |
| Alto Hospicio Avenida Las Parcelas                               | 37                                    | 10                        | Alto Hospicio Avenida Las Parcelas                                |
| Alto Hospicio Avenida Los Cóndores                               | 37                                    | 10                        | Alto Hospicio Avenida Los Cóndores                                |
| Gasolinera COPEC                                                 | 37                                    | 10                        |                                                                   |
| Alto Hospicio Avenida Las Américas                               | 38                                    | 9                         | Alto Hospicio Avenida Las Américas                                |
| Alto Hospicio Avenida Gabriela Mistral                           | 38                                    | 9                         | Alto Hospicio Avenida Gabriela Mistral                            |
| Alto Hospicio Mirador Parapente                                  | 39                                    | 8                         | Alto Hospicio Mirador Parapente                                   |
| Alto Hospicio Inicio de Cuesta el Pampino                        | 40                                    | 7                         | Alto Hospicio Término de Cuesta el Pampino                        |
| Iquique Término de Cuesta el Pampino                             | 46                                    | 1                         | Iquique Inicio de Cuesta el Pampino                               |
| Área de control Carabineros de Chile                             | 47                                    | 0                         | Área de control Carabineros de Chile                              |
| Iquique Rotonda El Pampino Término de autopista                  | 47                                    | 0                         | Iquique Rotonda El Pampino Inicio de autopista                    |

### Ruta 1
Este segmento tiene una extensión de 31,4 km con doble vía. Se inicia 0,5 km al sur del acceso al Aeropuerto Internacional Diego Aracena hasta el sector de Bajo Molle. Para esta ruta se proponen dos sectores de variantes, una en el sector del aeropuerto, lo que permite el desarrollo futuro del mismo, y otra en el sector Los Verdes, que permitirá alejar la ruta de la acción abrasiva del mar, evitando así el deterioro de esta.
| Ruta 1, tramo Iquique-aeropuerto Diego Aracena |                           |                               |                                                            |
| Salidas e infraestructura sentido norte-sur    | Distancia de Iquique (km) | Distancia del aeropuerto (km) | Salidas e infraestructura sentido sur-norte                |
| Inicio de autopista                            | 0 (km 406)                | 32 (km 406)                   | Continuación como Avenida Arturo Prat Término de autopista |
| Tres Islas                                     | 0 (km 406)                | 32 (km 406)                   |                                                            |
| Tres Islas                                     | 2 (km 404)                |                               |                                                            |
|                                                |                           | 29 (km 403)                   | Cantera                                                    |
| Playa Blanca A-626                             | 5 (km 401)                | 27 (km 401)                   |                                                            |
|                                                | 5 (km 401)                | 27 (km 401)                   | Cantera                                                    |
|                                                |                           | 25 (km 399)                   | Camino interior                                            |
| Infantería de Marina Lynch                     | 9 (km 397)                |                               |                                                            |
|                                                |                           | 23 (km 397)                   | Monumento a la Virgen Del Carmen                           |
|                                                |                           | 22 (km 396)                   | Camino interior                                            |
| Punta Gruesa A-630                             | 10 (km 396)               |                               |                                                            |
| Playa Palo de Buque                            | 11 (km 395)               |                               |                                                            |
| Playa Palo de Buque                            | 12 (km 394)               | 20 (km 394)                   | Alto Palo Buque                                            |
| Playa Lobitos                                  | 14 (km 392)               | 18 (km 392)                   |                                                            |
|                                                | 14 (km 392)               | 18 (km 392)                   | Complejo deportivo UNAP Playa Lobitos                      |
| Variante Caleta Los Verdes                     | 15 (km 391)               |                               |                                                            |
|                                                |                           | 14 (km 388)                   | Alto Los Verdes                                            |
| Ruta antigua Caleta Los Verdes                 |                           | 14 (km 388)                   |                                                            |
| Variante Caleta Los Verdes                     | 19 (km 387)               |                               |                                                            |
| Playa Las Pizarras                             | 20 (km 386)               | 12 (km 386)                   |                                                            |
| Playa Costa Verde                              | 20 (km 386)               | 12 (km 386)                   | Área de servicios generales                                |
|                                                | 20 (km 386)               | 12 (km 386)                   | Club de tiro Tarapacá                                      |
| Playa Folkert                                  | 21 (km 385)               |                               |                                                            |
| Playa Folkert                                  | 21 (km 385)               |                               |                                                            |
| Playa Pozo Toyo / Sarmenia                     | 22-23 (km 384-383)        |                               |                                                            |
| Playa                                          | 22-23 (km 384-383)        |                               |                                                            |
| Fish Market                                    | 22-23 (km 384-383)        |                               |                                                            |
| Fish Market                                    | 24 (km 382)               |                               |                                                            |
| Plaza de pesaje                                | 24-25 (km 382-381)        | 7-8 (km 381-382)              | Plaza de pesaje                                            |
| Plaza de peaje troncal Chucumata               | 25 (km 381)               | 7 (km 381)                    | Plaza de peaje troncal Chucumata                           |
| Base Aérea Los Cóndores                        | 28 (km 378)               | 4 (km 378)                    | Base Aérea Los Cóndores                                    |
| Aeropuerto Internacional Diego Aracena         | 31 (km 375)               | 1 (km 375)                    | Aeropuerto Internacional Diego Aracena                     |
| Continuación como ruta 1 Término de autopista  | 32 (km 374)               | 0 (km 374)                    | Inicio de autopista                                        |